# 格萊茲鎮區 (密蘇里州米勒縣)
格萊茲鎮區（英語：Glaze Township）是位於美國密蘇里州米勒縣的一個行政鎮區。

## 地方資料
格萊茲鎮區的面積為329.12平方千米，當中陸地面積為317.48平方千米，而水域面積為11.63平方千米。根據2020年美國人口普查的數據，當地共有人口7127人，而人口密度為每平方千米21.65人。